# Дуглас, Гэвин

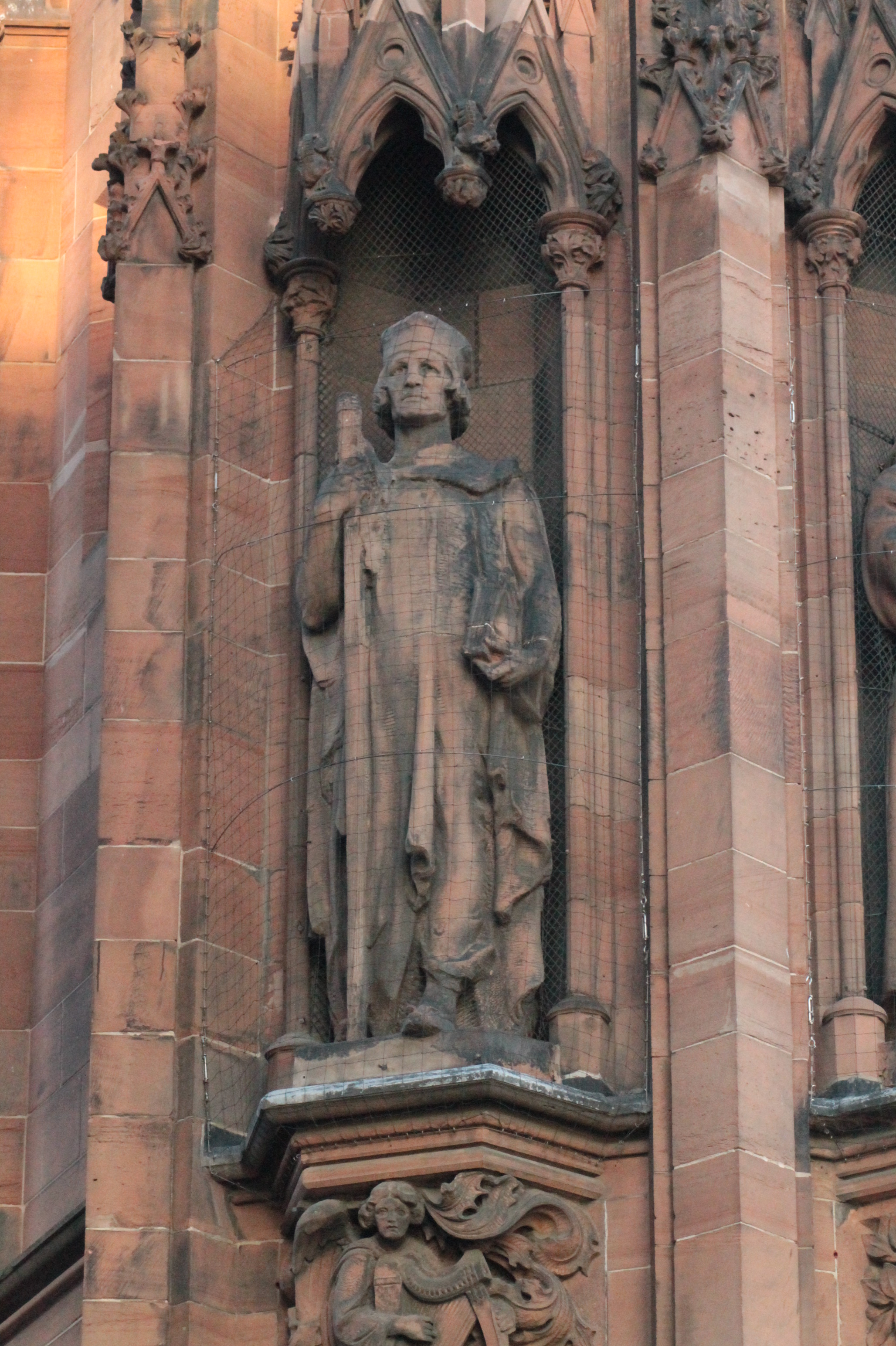
Статуя Гэвина Дугласа. Шотландская национальная портретная галерея

Гэ́вин Ду́глас (англ. Gavin Douglas; ок. 1474—1522) — один из крупнейших шотландских поэтов XVI века.

## Биография
Гэвин Дуглас происходил из одной из самых влиятельных и богатых семей шотландской аристократии — он был третьим сыном Арчибальда «Отчаянного», 5-го графа Ангуса. В молодости, получив образование в Сентр-Эндрюсском, а затем Парижском университетах, он выбрал духовную карьеру и в 1503 г. стал настоятелем церкви Св. Эгидия в Эдинбурге. После смерти короля Шотландии Якова IV во Флодденской битве в 1513 г. к власти в стране пришел старший брат Гэвина Арчибальд, 6-й граф Ангус, женатый на королеве Маргарите Тюдор. С помощью графа Ангуса Гэвин в 1515 г. был избран епископом Данкелда.
Несмотря на успешную карьеру, поэзия Дугласа, как и работы его старшего современника Уильяма Данбара, отмечена печатью индивидуализма и субъективизма. Его аллегорическая поэма «Дворец чести» (The Palice of Honour) восходит к традициям «Kingis Quair» Якова I, однако насквозь пропитана гуманистическими идеалами Ренессанса. Особенное богатство литературного языка Дугласа отмечается в его изображениях природы Шотландии, лиризм и самодостаточность которых явились новацией в поэзии.
Однако самым знаменитым творением Гэвина Дугласа является его перевод «Энеиды» Вергилия, по праву считающимся одним из лучших в мировой истории. В шотландском литературоведении существовала даже точка зрения, что перевод Дугласа лучше, чем оригинал Вергилия. Язык перевода — собственно шотландский, противостоящий как гэльскому, так и английскому. Именно в начале XVI века собственно шотландский язык переживал свой расцвет: гэльский уже вышел из употребления, а до унии с Англией было еще далеко.

## Современные издания
- Virgil’s Aeneid translated into Scottish Verse by Gavin Douglas, Bishop of Dunkeld, edited by David F.C. Coldwell, 4 Volumes, Edinburgh, Blackwood for The Scottish Text Society, 1957-64
- Gavin Douglas: A selection from his Poetry, edited by Sydney Goodsir Smith, Edinburgh, Oliver & Boyd for The Saltire Society, 1959
- Selections from Gavin Douglas, edited by David F. C. Coldwell, Oxford, Clarendon Press, 1964
- The Shorter Poems of Gavin Douglas, edited by Priscilla J Bawcutt, Edinburgh, Blackwood for The Scottish Text Society, 1967 (reprint 2003)
- The palis of honoure [by] Gawyne Dowglas, Amsterdam, Theatrum Orbis Terrarum; New York, Da Capo Press, 1969
- The Makars: the poems of Henryson, Dunbar, and Douglas, edited, introduced, and annotated by J.A. Tasioulas, Edinburgh, Canongate Books, 1999